# CEFL Cup 2022
La CEFL Cup 2022 è la quinta edizione dell'omonimo torneo di football americano organizzato dalla Central European Football League.

I Banat Bulls si sono ritirati prima dell'inizio del torneo.

## Squadre partecipanti
| Club                  | Città          | Stadio | Sponsor ufficiale | Risultato nella stagione 2020 |
| --------------------- | -------------- | ------ | ----------------- | ----------------------------- |
| Banat Bulls           | Pančevo        |        |                   |                               |
| Fehérvár Enthroners   | Székesfehérvár |        |                   |                               |
| Kragujevac Wild Boars | Kragujevac     |        |                   |                               |
| Prague Lions          | Praga          |        |                   |                               |
| Tychy Falcons         | Tychy          |        |                   |                               |
| Vysočina Gladiators   | Chotěboř       |        |                   |                               |

## Stagione regolare

### Calendario

#### 1ª giornata
| Jihlava 17 aprile 2022, ore 16:00 | Vysočina Gladiators | – referto referto 2 | Prague Lions | Stadion v Jiráskově ulici |

#### 2ª giornata
| Kragujevac 23 aprile 2022, ore 16:00 | Kragujevac Wild Boars | – referto | Fehérvár Enthroners | Čika Dača |

| 24 aprile 2022, ore 16:00 | Prague Lions | – referto | Tychy Falcons |  |

#### Giornata annullata (già 2ª giornata)
| 30 aprile 2022 | Banat Bulls | - – - (annullata) | Kragujevac Wild Boars |  |

#### Giornata annullata (già 3ª giornata)
| 14 maggio 2022 | Fehérvár Enthroners | - – - (annullata) | Banat Bulls |  |

#### 3ª giornata
| Tychy 22 maggio 2022, ore 17:00 | Tychy Falcons | – referto | Vysočina Gladiators | Plac Zbawiciela |

### Classifiche
Le classifiche della regular season sono le seguenti:
- PCT = percentuale di vittorie, G = partite giocate, V = partite vinte, P = partite perse, PF = punti fatti, PS = punti subiti
- La qualificazione alla finale è indicata in verde

#### Northern Conference
| Pos. | Squadra             | PCT  | G | V | P | PF | PS |
| ---- | ------------------- | ---- | - | - | - | -- | -- |
| 1    | Prague Lions        | .000 | 0 | 0 | 0 | 0  | 0  |
| 2    | Tychy Falcons       | .000 | 0 | 0 | 0 | 0  | 0  |
| 3    | Vysočina Gladiators | .000 | 0 | 0 | 0 | 0  | 0  |

#### Southern Conference
| Pos. | Squadra               | PCT  | G | V | P | PF | PS |
| ---- | --------------------- | ---- | - | - | - | -- | -- |
| 1    | Fehérvár Enthroners   | .000 | 0 | 0 | 0 | 0  | 0  |
| 2    | Kragujevac Wild Boars | .000 | 0 | 0 | 0 | 0  | 0  |
| -    | Banat Bulls           | -    | - | - | - | -  | -  |

## Finale CEFL Cup V
| 28 maggio 2022 | TBD | – | TBD |  |